# Ordre national du Travail
L'ordre national du Travail est une médaille commémorative française.

## Histoire
L'Ordre national du Travail a été institué le 1er avril 1942 par le maréchal français Philippe Pétain. Il s'agit d'un ordre composé de trois grades : Chevalier, Officier et Commandeur. L'attribution devait se faire l'une après l'autre, en commençant par le grade de Chevalier. Après 35 ans, on pouvait obtenir le grade d'Officier. Les critères étaient les suivants : 10 ans d'expérience professionnelle, des compétences professionnelles particulières, un excellent comportement social ou des services particuliers rendus à la profession à la nation française. En outre, il fallait être âgé d'au moins 35 ans.
À la suite de la libération de la France, le gouvernement provisoire dirigé par Charles de Gaulle décide de ne plus décerner l'Ordre.

## Apparence
Décret no 1055 du 16 avril 1943 : « La décoration de l'Ordre national du Travail est une croix à quatre branches en argent émaillé bleu, reposant sur une couronne de palme et de laurier en vermeil ; le centre, en vermeil, représente l'effigie du Maréchal chef de l'Etat, et en porte en exergue ; au revers figure la francisque gallique et, en exergue « Ordre national du travail » »
Le ruban est de couleur bleu de France avec un liséré rouge de 5 mm de largeur à 1 mm des bords.

### Chevalier
La croix de chevalier mesure 44 mm en hauteur et 38 mm en largeur, et est suspendue à un ruban de 37 mm en largeur.

### Officier
La croix d'officier, mesure 44 mm en hauteur et 38 mm en largeur, et est suspendue à un ruban de 37 mm de largeur avec rosette de 28 mm.

### Commandeur
La croix de commandeur, mesurant 66 mm en hauteur et 57 mm en largeur, et est suspendue à une cravate de 40 mm de largeur.

## Conseil de l'Ordre
Les membres du conseil de l'Ordre sont nommés pour une période de quatre ans renouvelable par le garde des sceaux et le ministre de la Justice.

## Nomination
N'importe quel citoyen français peut postuler afin d'adhérer à l'Ordre, les candidatures sont présentées aux Secrétaires d'État ou ceux-ci vont relever les activités professionnelle du candidat. Par après, elles sont transmises au ministre secrétaire d'État au travail. L'avis définitif sera donné par le chef de l'État.